# Mokrzyca Wielka
Mokrzyca Wielka [pronunciación en polaco: /mɔˈkʂɨt͡sa ˈvjɛlka/] (anteriormente en alemán: Groß Mokratz) es un pueblo ubicado en el distrito administrativo de Gmina Wolin, dentro del condado de Kamien, Voivodato de Pomerania Occidental, en el noroeste de Polonia. Se encuentra a unos 5 kilómetros al noroeste de Wolin, a 19 kilómetros al suroeste de Kamień Pomorski, y a 50 kilómetros al norte de la capital regional Szczecin.
El pueblo tiene una población de 190 habitantes.